# Pražská továrna automobilů Velox

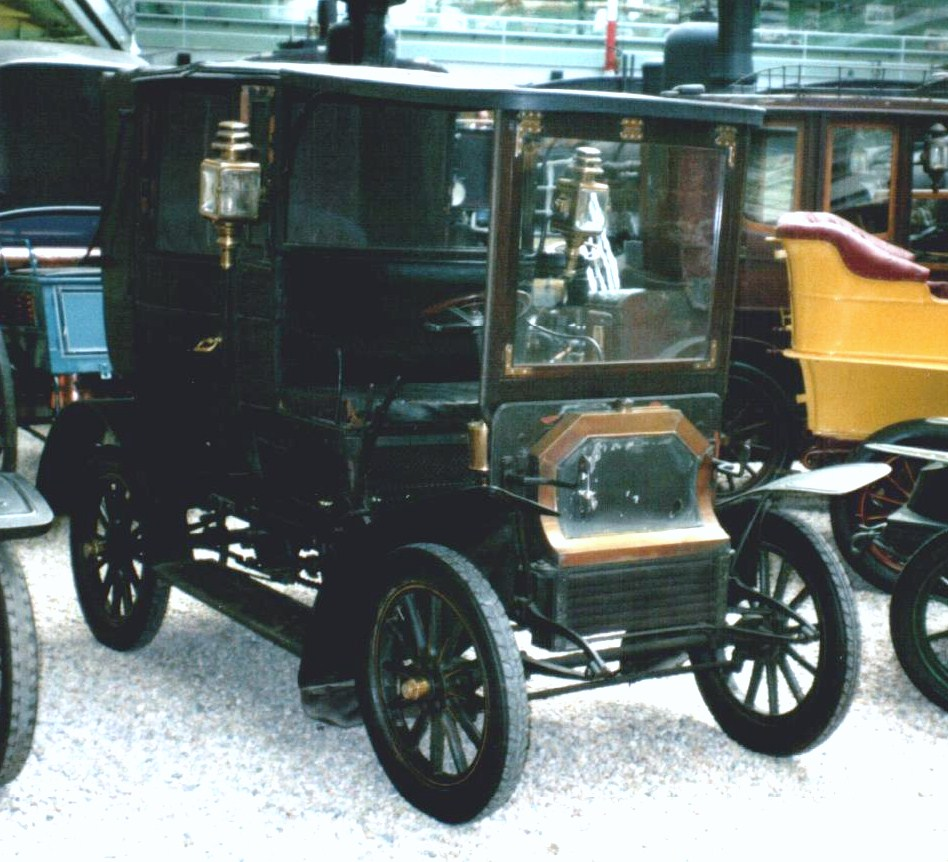
Velox von 1907

Pražská továrna automobilů Velox war ein Hersteller von Automobilen aus Österreich-Ungarn.

## Unternehmensgeschichte
Das Unternehmen aus Prag-Karlín begann 1906 mit der Produktion von Automobilen. 1910 endete die Produktion. Insgesamt entstanden etwa 50 Exemplare.

## Fahrzeuge
Diese Fahrzeuge wurden häufig als Taxi eingesetzt. Der Motor war unter dem Fahrersitz montiert. Es gab ein Modell mit 7 PS Leistung und ein Einzylindermodell mit 1020 cm³ Hubraum und 10 PS.
Ein Fahrzeug dieser Marke ist im Technischen Nationalmuseum in Prag zu besichtigen.